# ECインテルナシオナル (リオグランデ・ド・スル州)
ECインテルナシオナル (ポルトガル語: Esporte Clube Internacional) 、通称インテル・ジ・サンタ・マリア (Inter de Santa Maria) は、ブラジル・リオグランデ・ド・スル州サンタ・マリアを本拠地とするサッカークラブである。ブラジルには同名のクラブが複数存在するため、インテル・ジ・サンタ・マリアと呼ばれている。またインテル-SM (Inter-SM) と表記されることがある。

## 概要
1928年5月16日創設。1982年にカンピオナート・ブラジレイロ・セリエAに参戦し、21位となった。ホームゲームはクラブが所有するエスタジオ・プレジデンテ・ヴァルガスで行われる。収容人数は6,500人で、バイシャーダ・メランコーリカの通称で知られる。

## タイトル
- カンピオナート・ガウショ2部：2回
  - 1968, 1991

## 歴代所属選手
- オレコ 1949